# Jens Geyer

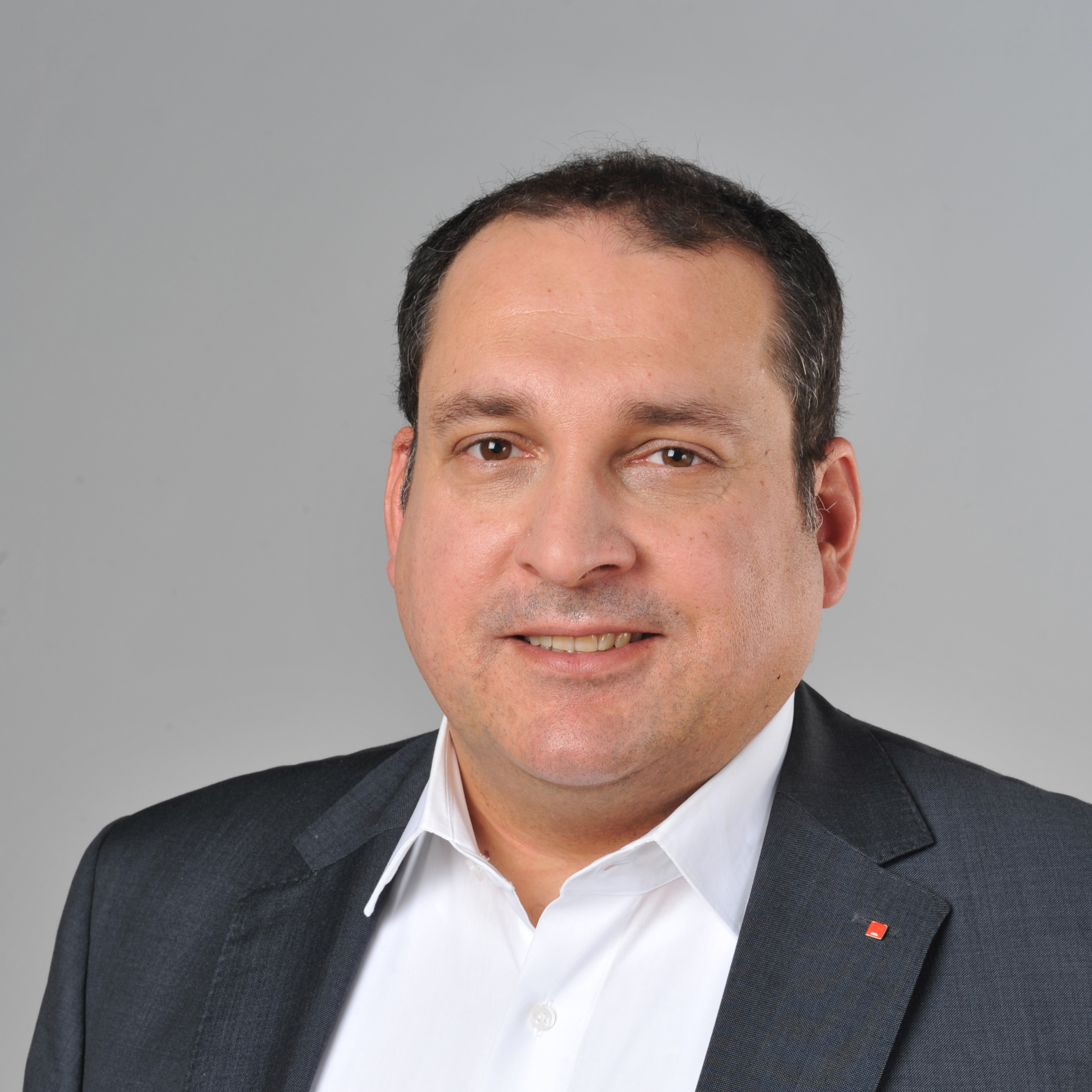
Jens Geyer 2013

Jens Geyer (* 21. April 1963 in Düsseldorf) ist ein deutscher Politiker (SPD).
Geyer, der seit 1971 in Monheim am Rhein wohnt, besuchte die Handelsschule und machte dort die Ausbildung zum Groß- und Außenhandelskaufmann. Er arbeitete als  Betriebsratsvorsitzender bei UCB Pharma (ehemals Schwarz Pharma).
Geyer trat 1979 der SPD bei. Er war Vorsitzender der Jungsozialisten in Monheim und im Kreis Mettmann. Später gehörte er dem Kreisvorstandsmitglied an, war Vorsitzender des Monheimer Ortsvereins und gehörte dem dortigen Stadtrat an. 2011 legte er seine politischen Ämter aus beruflichen Gründen nieder. Bei der Landtagswahl 2012 trat Geyer als Direktkandidat im Wahlkreis Mettmann I an und konnte sich gegen seine Mitbewerber durchsetzen. Auch bei der Landtagswahl 2017 trat Geyer wieder als Direktkandidat an, verlor jedoch gegen seine Herausforderin Claudia Schlottmann von der CDU und schied somit aus dem Landtag aus.
Bei der Kommunalwahl 2020 kandidierte Geyer für das Amt des Landrats im Kreis Mettmann. Dabei unterlag er dem Amtsinhaber Thomas Hendele (CDU) bereits im ersten Wahlgang. Geyer erhielt 17,06 Prozent der gültigen Stimmen und belegte damit den dritten Platz hinter Hendele und der Grünen-Kandidatin Martina Köster-Flashar.